# Butch Booker
Harold Booker, conosciuto anche come Hal Booker, detto Butch (Darby, 20 luglio 1945), è un ex cestista statunitense, professionista nella ABA.

## Carriera
Venne selezionato dai New York Knicks al quinto giro del Draft NBA 1968 (58ª scelta assoluta) e dai Seattle SuperSonics al quarto giro del Draft NBA 1969 (46ª scelta assoluta).